# Steve Curry
Steve Curry (Camden, 11 maggio 1946 – Truth or Consequences, 13 settembre 2014) è stato un attore, cantante e ballerino statunitense.

## Biografia
Nato in New Jersey, fece il suo debutto a Broadway ancora bambino nella parte di uno strillone nella prima di Gypsy con Ethel Merman nel 1959. L'anno successivo recitò ancora a Broadway in Christine con Maureen O'Hara e nuovamente nel 1961 in 13 Daughters. Nello stesso anno ricoprì la parte del giovane Tom nella produzione di Broadway del musical Camelot con Julie Andrews e Richard Burton, mentre nel 1962 recitò accanto a Barbra Streisand in I Can Get it for You Wholesale allo Shubert Theatre di New York.
Nel 1964 fu diretto da Jerome Robbins in un tour statunitense di West Side Story in cui interpretava Snowboy e alcuni mesi più tardi tornò sulle scene newyorchesi nello stesso musical, questa volta nella parte di Baby John accanto alla Maria di Julia Migenes. Nel 1967 tornò a Broadway con il flop The Freaking Out of Stephanie Blake, che chiuse dopo appena tre repliche, e nello stesso anno si unì al cast della rock opera Hair nell'Off Broadway, nel ruolo dell'hippy Wolf. L'anno successivo debuttò a Broadway con Hair, inizialmente come Wolf e poi sostituendo l'autore Gerome Ragni nella parte di Berger. Il viso di Curry fu d'ispirazione a Ruspoli-Rodriguez per il poster del musical e per la copertina dell'LP. Dopo aver lasciato il cast di Hair si ritirò dalle scene.

### Vita privata
Fu sposato dal 1970 al 1971 con l'attrice Shelley Plimton, diventando così temporaneamente il patrigno della futura attrice Martha Plimpton. Curry fu inoltre sposato con Patti D'Arbanville dal 1980 al 1981 e infine con Susan Garber, da cui ha avuto i figli Matthew ed Andrew. Ha avuto anche una figlia, Catherine Goddard, da una precedente relazione con Susan Anspach.

## Filmografia parziale

### Televisione
- La parola alla difesa (The Defenders) – serie TV, 1 episodio (1962)
- Assistente sociale (East Side/West Side) – serie TV, episodio 1x06 (1963)